# Estonská kuchyně

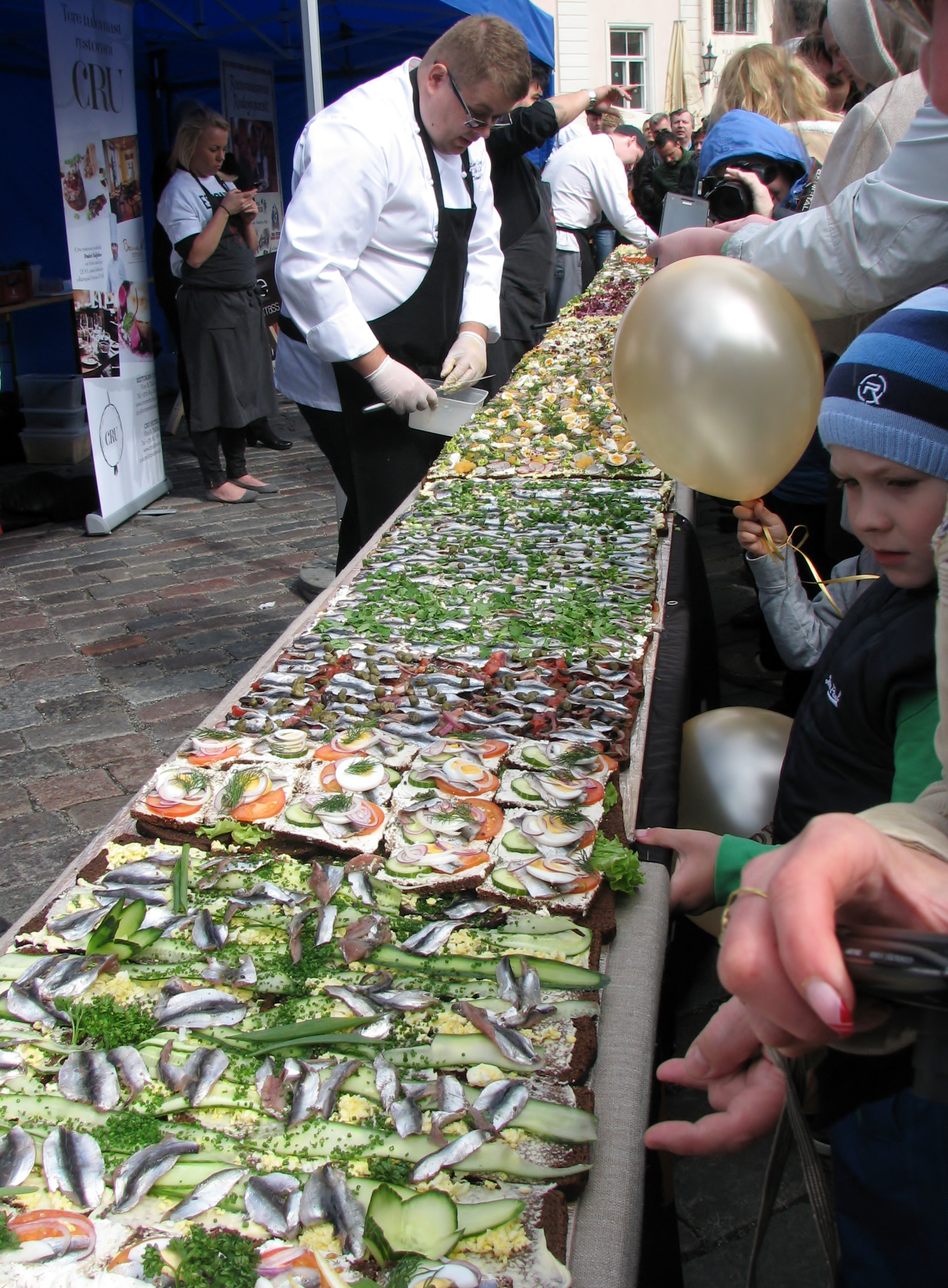
Nejdelší Kiluvõileib na trhu v Tallinnu

Estonská kuchyně je podobná finské kuchyni, byla také ovlivněna kuchyní ruskou, švédskou a německou, protože Estonsko bylo v minulosti součástí těchto zemí. Estonská kuchyně se vyznačuje určitou skromností, ale to neznamená, že nemá regionální speciality. Po rozpadu SSSR se Estonsko stalo populárním cílem pro kulinářský cestovní ruch kvůli husté síti dobrých restaurací s nízkými cenami. Estonskou kuchyni tak postupně začaly ovlivňovat i další kuchyně.

## Suroviny
Mezi nejrozšířenější suroviny patří maso. V přímořské části je to hlavně rybí maso (sleď, okoun, platýs, šproty) . Ve vnitrozemí je kuchyně založena především na vepřovém mase a nejrůznějších klobásách, které se z něj vyrábějí. Estonci mají rádi i zvěřinu. Velmi se používá kravské mléko, ze kterého se dělá zakysaná smetana nebo smetana, ze které se připravuje smetanová omáčka zvaná kastmed.
Hojně je využívána mouka, dělá se z ní chléb, zejména žitný a pšeničný. Estonská kuchyně používá mnoho koření a bylinek, kopr (používá se hlavně na sledě), majoránka (do černého pudinku), dále kmín (do bílého sýra), celer a petržel (do polévek a masa) a křen. Estonská kuchyně používá ke slazení hlavně med, protože v minulosti nebyl v Estonsku cukr k sehnání. V Estonsku je také mnoho lesů, bohatých na lesní ovoce, zvěřinu a houby, které jsou velmi populární.
Ovoce a zelenina se konzumuje méně často, mezi nejpoužívanější patří zelí (hlavně kysané), řepa a brambory.V současnosti se rozvíjí zahradnictví a sadařství. Také začaly vznikat minipivovary.

## Pokrmy

### Polévky
- Masový nebo kuřecí vývar
- Polévka z úhoře
- Soljanka – hustá zeleninová polévka s kusy masa nebo ryb
- Polévka s moukou a kroupami
- Leivasupp – sladká polévka z tmavého chleba, jablek, smetany a skořice

### Hlavní jídla

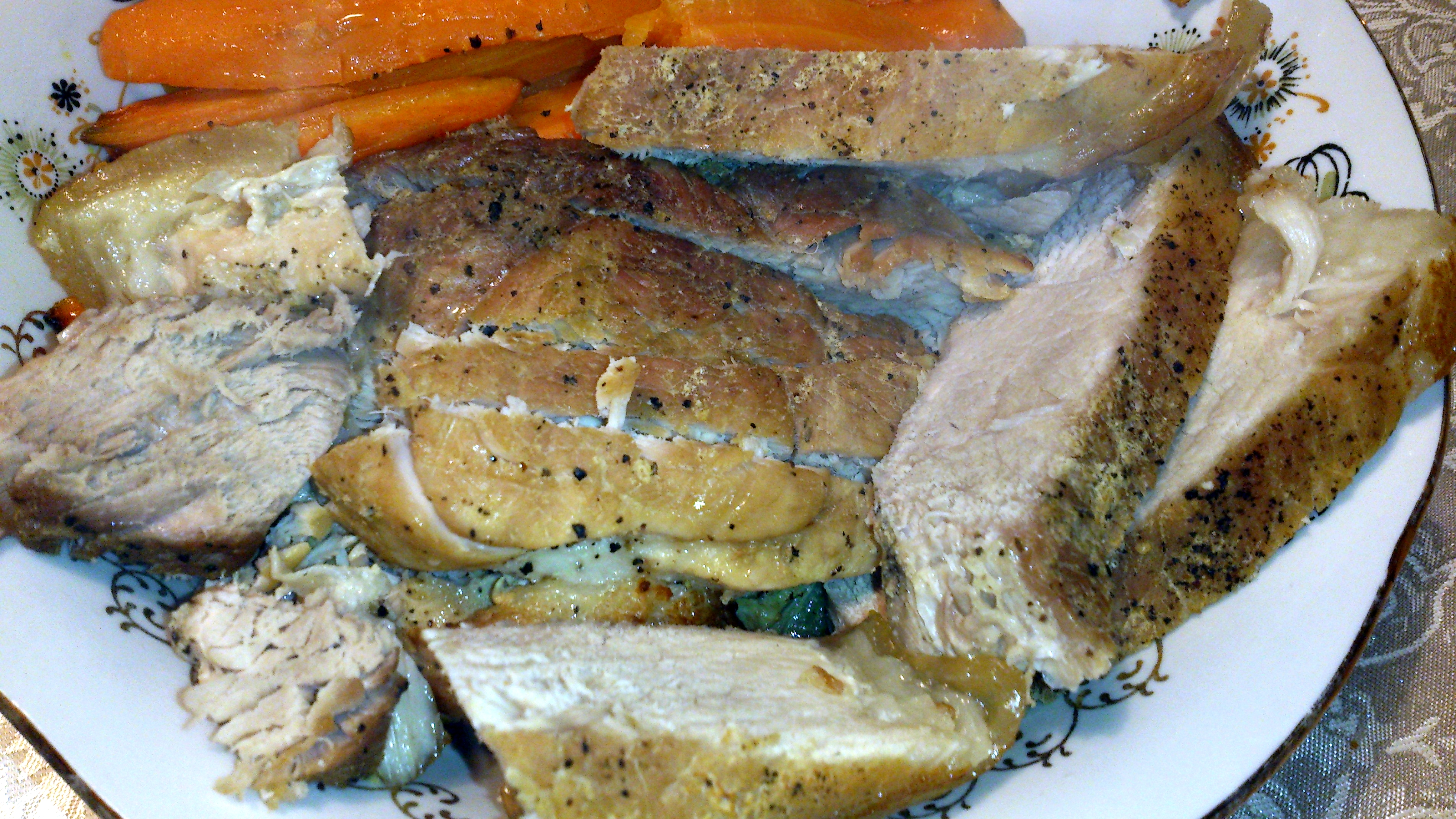
Pečené vepřové

- Karbonaad – vepřová kotleta smažená v těstíčku
- Mulgikapsad – směs ječmene, zelí a slaniny, podáváno s bramborami a smaženou cibulí[4]
- Verivorst – zabijačková krvavá klobása nebo jelito
- Verikäkk – zabijačkové krvavé kuličky ve směsi mouky a vajíčka osmažené na sádle.
- Pirukad (pirukas) – pirožky z kynutého těsta naplněné masem, slaninou, vejci, zelím, mrkví, Estonské knedlíky s masemhoubami a dalšími náplněmi

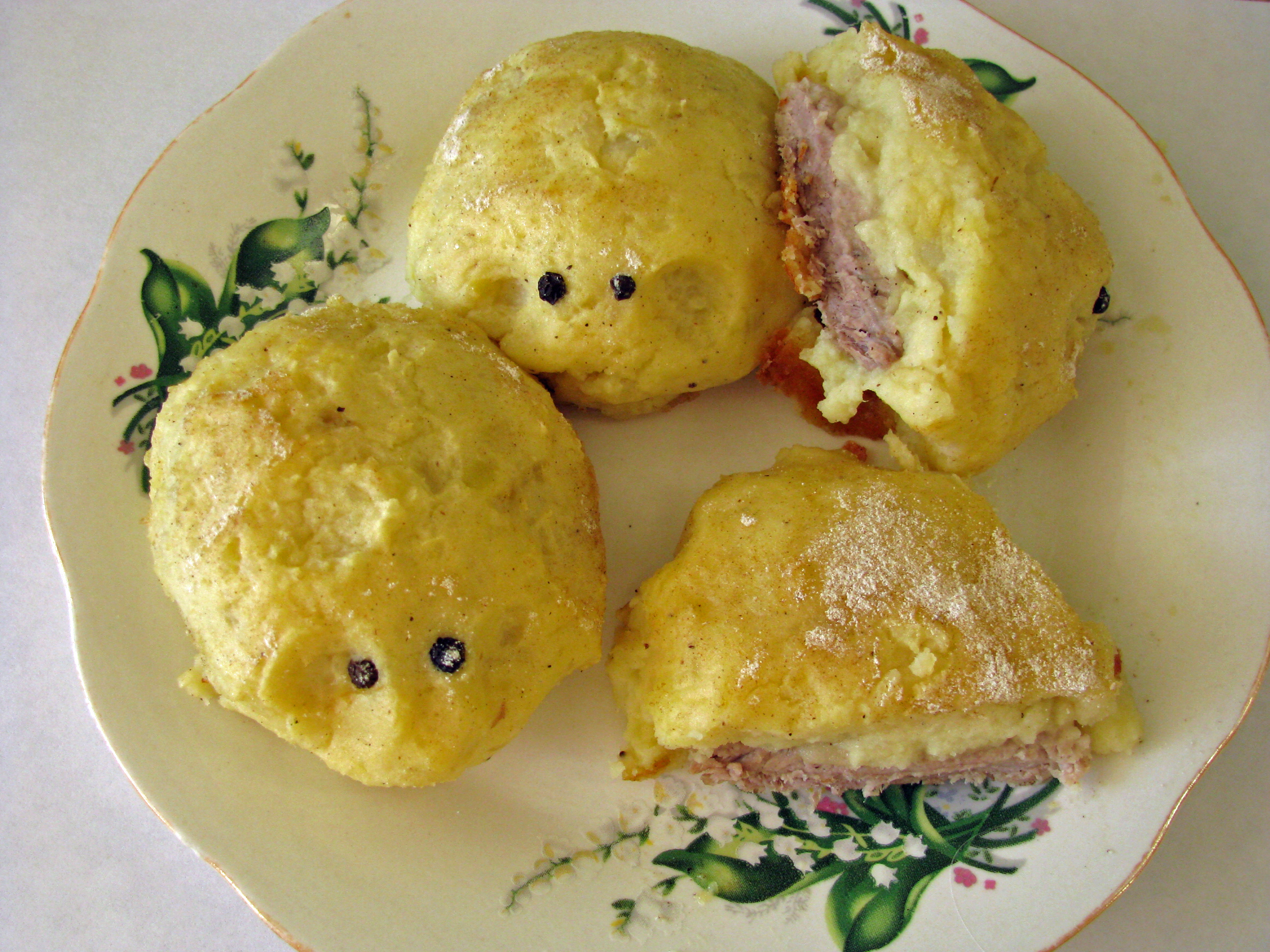
Estonské knedlíky s masem

- Pudink – je podávaný se zelím a bramborami
- Pankoogid – palačinky s masovou, sýrovou, houbovou nebo i sladkou náplní.
- Pelmeenid – vařené taštičky z tenkého těsta plněné masovou směsí
- Sült – tlačenka obsahující kousky nakrájeného vepřového masa, mrkve a listové zeleniny, vše zalité v aspiku.
- Rosolje – salát z červené řepy, brambor a sleďů. Často obsahuje i maso, klobásu, cibuli nebo nakládanou zeleninu.
- Silgusoust – šproty se slaninou a zakysanou smetanou
- Kiluvõileib – sendvič se šproty[1]
- Salak – baltský sleď
- Kama – kaše z hrachové mouky a zakysané smetany
- Mulgipuder – bramborová kaše
- Ječná kaše

### Sladká jídla

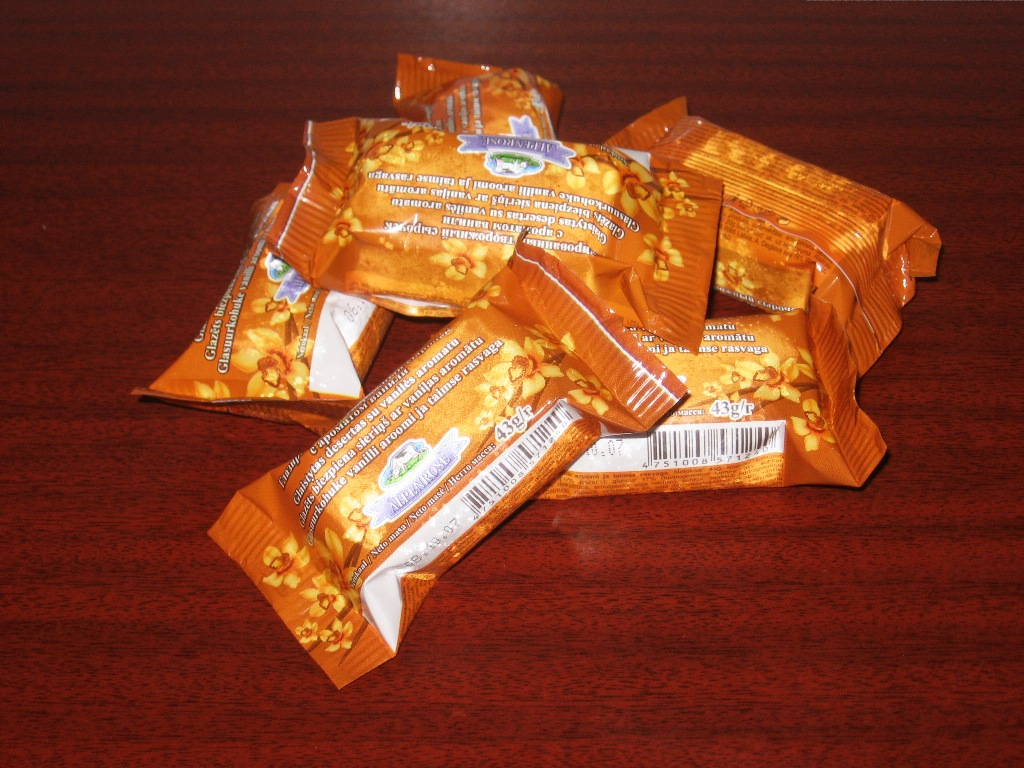
Balení bonbónů kohuke

- Kringle – pletenec z listového nebo kvašeného těsta se skořicí nebo kardamonem
- Kama – sladké pečivo vyrobené z jemně namleté směsi mouky z ječmene, žita, ovsa a hrachu. Mouka se mísí s mlékem a ochucuje medem nebo lesními plody.
- Kohuke – tvarohové bonbony, plněné ovocem, džemem, rozinkami nebo zalité v čokoládě. Dnes vyráběné především průmyslově.
- Kissell – rosolovitý dezert z vody, cukru a ovoce, který je zahuštěný bramborovým škrobem.
- Mannapuder – krupicová kaše s mlékem a brusinkovou nebo jinou šťávou
- Skořicové sušenky
- Zázvorové sušenky – tenké sušenky
- Ovoce – hlavně jablka, lískové ořechy a vlašské ořechy)

### Nápoje
- Pivo – oblíbený nápoj, místní značky jsou Saku a A. Le Coq
- Opilý kahja – nápoj na bázi mladého piva, se zakysanou smetanou, slazený medem
- Vodka (viin) – oblíbený destilát, místní značka Viru Valge. Vodka se často pije s džusem nebo se přidává do různých koktejlů.
- Vana Tallinn – tmavě hnědý bylinný rumový likér, někdy se přidává do kávy nebo zákusků
- Kali – slabě alkoholický osvěžující nápoj vyráběný zkvašením černého (nejčastěji žitného) chleba.
- Víno – dováží se a postupně stoupá jeho obliba. Pijí se zde ovocná vína z jablek nebo lesních plodů, která se vyrábějí doma. V zimě se pije svařené víno.Estonské pečivo v Tartu

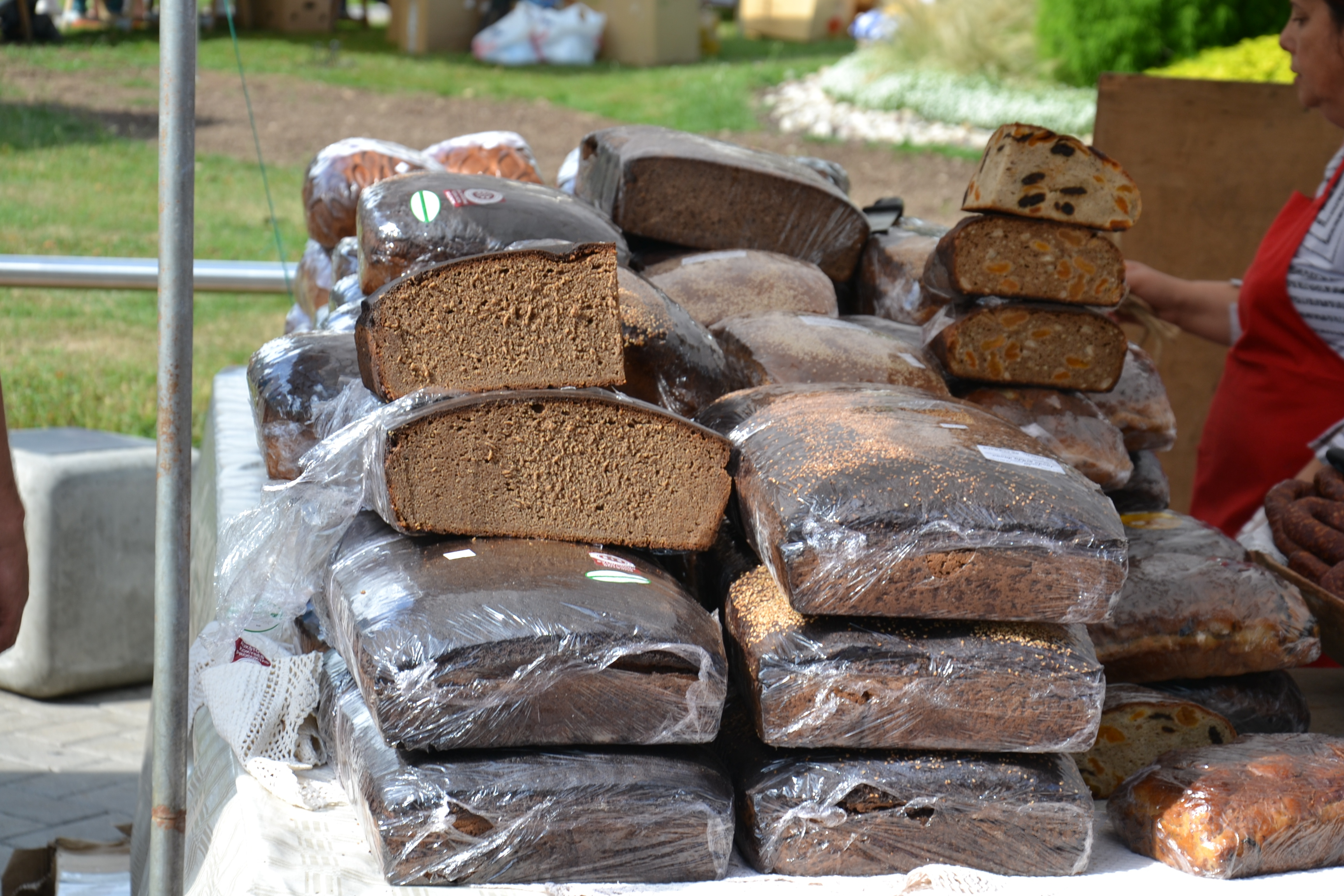
Estonské pečivo v Tartu

- Mléko – pije se mléko, kefír nebo podmáslí.
- Ovocné šťávy

### Ostatní
- Domácí pšeničné a žitné chleby – podávané s máslem
- Korp – koláč s kmínem a solí
- Kahja – bílý sýr[3]